# Eremobates zinni
Eremobates zinni är en spindeldjursart som beskrevs av Muma 1951. Eremobates zinni ingår i släktet Eremobates och familjen Eremobatidae. Inga underarter finns listade i Catalogue of Life.